# Comando di Polizia Municipale
Il Comando di Polizia Municipale è un edificio di Pavia, in Lombardia, sede della Polizia Municipale

## Storia e descrizione
Nel 1928, dopo lo smantellamento del poligono di tiro, il margine sud-orientale del centro storico della città, vicino al bastione della Darsena, fu lottizzato e destinato a ospitare alcuni edifici pubblici, come l'Istituto Tecnico Antonio Bordoni e la Casa del Balilla, esempi di architettura degli anni ’30 del Novecento non volta a recuperi storicistici, ma ispirata a moderne concezioni. Il palazzo del Comando di Polizia Municipale sorse nel 1935 come caserma delle Milizia Volontaria per la Sicurezza Nazionale, con la denominazione: Caserma XXVIII Ottobre. Dopo la seconda guerra fu sede della Polizia di Stato e,negli anni ’90 del Novecento venne ceduta al comune di Pavia, che la destinò alla Polizia Municipale. L’edificio, inaugurato il 16 giugno del 1936 e progettato dall’ingegnere Giacomo Gara, adotta moduli stilistici di ascendenza futurista entro una sintassi dichiaratamente razionalista che assembla al parallelepipedo corpo d’ingresso il tozzo corpo semicilindrico meridionale, che riprende le forme di una prua di nave, e tra essi  interpone, evidenziandola anche cromaticamente, l’alta torre lamellare (alta 23 metri), dotata di oblò e finestrature continue, disposte in orizzontale e verticale a sottolineare le valenze volumetriche dell’insieme.